# Fonologi
Fonologi (av grekiskans phōnē, "ljud", och logia, "lära", även kallat fonematik, främst av engelska strukturalistiska fonologer) är vetenskapen om språkljudens och prosodins interna funktion. Fonologin studerar hur språkljuden fungerar inom språksystemet, medan fonetiken studerar både fysiska (akustiska) egenskaper samt externa drivkrafter som, till exempel, sociala faktorer.
En av fonologins huvuduppgifter är att identifiera vilka ljud som inom ett givet språk som är betydelseskiljande. I svenska språket är till exempel /p/ och /b/ betydelseskiljande språkliga enheter, det vill säga de är fonem. Detta kan visas med hjälp av så kallade minimala par, det vill säga ord som enbart skiljer sig åt när det gäller ett enda ljud. Om dessa ord då betyder olika saker eller har olika funktion, vilar den betydelseskillnaden på det enda ljudet, det vill säga skillnaden är fonematisk inom det studerade språket. Ett minimalt par som visar på att /p/ och /b/ är fonem i svenskan är "park" och "bark". Ljudskillnader som är fonematiska i ett språk, kan i ett annat språk vara uttalsvarianter, det vill säga allofoner. Det svenska fonemet /p/ har till exempel en uttalsvariant som förekommer efter /s/; jämför uttalet av /p/ i "park" och "spark". Efter /s/ uttalas /p/ utan aspiration. Det går dock inte att finna några ord som skiljer sig betydelsemässigt åt i svenska enbart beroende på om /p/ uttalas med eller utan aspiration, så i svenskan är aspiration inte fonematisk. I andra språk i världen, till exempel thai eller quechua är däremot aspiration fonematisk. Fonologin har också en viktig uppgift i att fastställa vilka uttalsvarianter som förekommer för ett givet fonem, samt att identifiera under vilka förhållanden dessa varianter uppstår.
De grundläggande principerna för fonologin har också framgångsrikt tillämpats på teckenspråk, då gester och deras relation till varandra ersätter språkljuden.

## Nedteckning av fonem
Några av världens skriftsystem är baserade på den fonemiska principen, det vill säga varje fonem skall representeras av en unik bokstav eller en unik kombination av bokstäver. Idealet är då att en talare skall kunna korrekt skriva ned vad än denne kan uttala, och korrekt läsa upp vad än är nedskrivet. (I praktiken uppnås dock aldrig detta ideal.) Vissa av världens språk, till exempel finska och turkiska, ligger tämligen nära detta ideal, medan andra, som engelska ligger tämligen långt ifrån. Vid fastställandet av en skriftstandard (eller en skriftreform) eftersträvas en god överensstämmelse med den fonemiska principen, men skriftspråk tenderar att förändra sig långsammare än det talade språket, vilket innebär att skriften gradvis avlägsnar sig från detta ideal. Detta innebär att ett givet språks alfabet ofta är ett mycket dåligt redskap för att skriva ned dess fonem.
Även om ett fonem är en abstraktion, och det i princip skulle fungera att använda vilken symbol som helst för att representera ett givet fonem, underlättar det för alla användare om man använder liknande symboler för fonem som liknar varandra fonetiskt. Det har därför utvecklats en praxis att även för fonem använda de symboler, som används för att nedskriva språk fonetiskt . Dessa symboler, som utgår från det latinska alfabetet, kallas The International Phonetic Alphabet  (IPA), Internationella fonetiska alfabetet. För att visa att en sådan symbol används för att ange fonem, skrivs dessa mellan två snedstreck / /. När samma symboler används för att närmare ange uttalet fonetiskt, används i stället hakparenteser [ ].

## Fonem, allofoner och homofoner
Vilka fonem som finns i ett språk undersöks genom att utifrån språkliga data (till exempel i form av fonetiska transkriptioner av talat språk) dra slutsatser om vilka språkljud som språket i fråga har, och vilka av dessa som är betydelseskiljande. Vanligen finns det en väsentligt mycket större uppsättning av språkljud, kallade foner, än vad det finns fonem. Det vill säga att varje fonem har vanligtvis ett flertal uttalsvarianter, så kallade allofoner. För att avgöra vilka allofoner som skall föras till samma fonem, måste man fastställa varje språkljuds distribution, det vill säga i vilka språkliga sammanhang fonem kan förekomma, till exempel endast sist i en stavelse (som / ŋ / i svenska), endast efter / s / (som [ p ], [ t ], [ k ] i svenska) med mera. Dessutom krävs en relativt stor fonetisk överensstämmelse mellan språkljuden.
Ett mycket viktigt redskap i processen är identifierandet av så kallade minimala par. Ett minimalt par är ett par av ord från samma språk som enbart skiljer sig åt på ett enda ljud. Om dessa två varianter av en modersmålstalare anses ha olika betydelse eller funktion, visar detta på att de två ljuden ifråga är betydelseskiljande, det vill säga är fonem. Om de två orden inte skiljer sig åt betydelsemässigt, är ljuden uttalsvarianter, allofoner av ett och samma fonem.

### Allofoner
Allofoner är två eller flera språkljud (foner) som låter olika men representerar samma fonem, det vill säga de är inte betydelseskiljande i förhållande till varandra. I svenska språket finns grovt sett, med avseende på platsen för artikulationen, två olika sätt att uttala fonemet /r/: ett alveolart (mot tandvallen) och ett velart/faryngalt, det vill säga det uttal som är vanligt i Skåne och stora delar av övriga Sydsverige. I detta fall är ljuden allofoner, det vill säga ljuden uttalas olika, men ett ord byter inte mening beroende på vilket ljud man använder. Vilka språkljud som är fonem och vilka som enbart är allofoner varierar från språk till språk. I svenskan är till exempel /d/ och /t/ fonem, medan [tʰ] (aspirerat) och [t] (oaspirerat) är allofoner av fonemet /t/. I andra fonemsystem kan det finnas fonematisk distinktion mellan /d/, /t/ och /tʰ/. Två språkljud som är allofoner i svenska kan alltså vara separata fonem i andra system.
Det finns två huvudtyper av allofoni, komplementär distribution och fri variation. Komplementär distribution innebär att olika allofoner uppträder i olika språkliga sammanhang; antingen på olika ställen i ett ord eller stavelse, eller i kombination med olika andra fonem. Fri variation innebär då att det inte finns någon sådan betingad fonologisk faktor för vilken allofon som används.
Som symbol för fonemet väljs vanligen antingen den allofon som förekommer oftare i en större textmassa (har högre frekvens i distributionen), eller den grafiskt enklaste symbolen. För svenskans /t/, har i och för sig [tʰ] högre frekvens än [t], men här har man valt den grafiskt enklare symbolen [t].

### Homofoner
Homofon innebär att ett ljud för örat är likställt men har olika betydelser och kan stavas olika. Ett exempel är kål, som är en grönsak, och kol, som är ett grundämne. Ljuden uttalas likadant men har olika betydelser.